# Champagne (chanson)
Pour les articles homonymes, voir Champagne.
Singles de Jacques Higelin
Ci-git une star
(1979) Beau Beau ou laid
(1980)
Champagne est une chanson de Jacques Higelin, parue en single en 1979.

## Vue d'ensemble
Il s'agit du titre d'ouverture de l'album Champagne pour tout le monde, enregistré au château d'Hérouville et paru le 10 décembre 1979. Champagne est joué uniquement au piano et à la basse. Il fait implicitement référence à Charles Trenet, son valet vulgaire rappelle le valet du « fou chantant » dans Le Bon roi Dagobert. Higelin l'interprétera pour la première fois à la télévision lors de l'émission Le Grand Échiquier, consacré à Guy Bedos.

## Historique
Extrait de l'album Champagne pour tout le monde, il rencontre un énorme succès en single, puisque classé durant treize semaines au hit-parade français, il parvient à atteindre la neuvième position. La photographie du recto de la pochette, prise par Bernard Prim, est la même que celle de l'album dont Champagne est extrait,.
À noter que Trois Tonnes de T.N.T, face B de Champagne, est extrait de l'album Caviar pour les autres....